# Parkia nitida
Parkia nitida är en ärtväxtart som beskrevs av Friedrich Anton Wilhelm Miquel. Parkia nitida ingår i släktet Parkia och familjen ärtväxter. Inga underarter finns listade i Catalogue of Life.